# Witchtrap
Witchtrap ist eine kolumbianische Thrash-Metal-Band aus Medellín, die 1992 unter dem Namen Dark Millenium gegründet wurde.

## Geschichte
Die Band wurde 1992 unter dem Namen Dark Millenium gegründet und bestand anfangs aus dem Sänger und Gitarristen Carlos Mario Uribe Muñoz aka „Burning Axe Ripper“, dem Schlagzeuger Hugo Alberto Uribe Muñoz aka „Witchhammer“, und dem Gitarristen Edison „Enforcer“ Gil sowie dem als „Slayerblade“ auftretenden Bassisten. Letzterer verlor etwas später bei einem Unfall einen Arm, wodurch es ihm nicht mehr möglich war, in der Band zu verbleiben. 1993 erfolgte die Umbenennung in Witchtrap. Ihren Namen bezog die Gruppe vom gleichnamigen Horrorfilm der 1980er Jahre. 1997 erschien ein erstes Demo unter dem Namen The First Necromancy, auf dem die Besetzung keinen Bassisten hatte, dem sich im folgenden Jahr die Aufnahme eines weiteren namens Turn in Your Graves anschloss, das jedoch nie veröffentlicht wurde. Im Anschluss kam Alexander „Darkmoon“ Garcia als Bassist zur Gruppe. Im Jahr 2000 erschien die EP Witching Metal über Malignant Productions in einer Auflage von 500 Stück. 2002 wurde bei Hell Attacks Productions das Debütalbum Sorceress Bitch veröffentlicht. Gegen Ende des Jahres verließ der Bassist Garcia die Besetzung, für den im folgenden Jahr der ehemalige zweite Dark-Millenium-Gitarrist Edison „Enforcer“ Gil zur Besetzung zurückkehrte. 2004 wurde Sorceress Bitch bei Ordealis Records in Frankreich wiederveröffentlicht. 2005 folgte die Veröffentlichung der Kompilation The First Necromancy & Turn in Your Graves in Japan bei Obliteration Records, die aus diesen beiden Demos besteht. Im selben Jahr folgten außerdem weitere Wiederveröffentlichungen: Sorceress Bitch erschien mit Bonuslied bei Utterly Somber Creations Records in den USA, während Witching Metal bei dem bandeigenen Label Dirty Sound Records in Kolumbien neu aufgelegt wurde. Bei demselben Label erschien im Mai 2006 das zweite Album No Anesthesia. Es erschien im Dezember bei Hells Headbangers Records in den USA und auch Witching Metal wurde dort im selben Jahr wiederveröffentlicht. Im selben Jahr wurde die Split-Veröffentlichung Thrash Metal Blitzkrieg Vol. II, an der die drei weiteren Bands Death Thrashers Kuopio, Bloodthirst und Hangman teilnahmen, bei Deathstrike Records und Iron Bonehead Productions publiziert. Danach erschienen die EP Nightmares of the Dead (2007 bei Dirty Sound Records), mit zwei weiteren Bands in den USA die Split-Veröffentlichung United in Annihilation (2008 bei Ground Zero Entertainment) und mit der griechischen Band Revenge die Split-Veröffentlichung Holocaust (2009 beim griechischen Label Alucard Records). Das Debütalbum Sorceress Bitch erfuhr in diesem Zeitraum gleich zwei Wiederveröffentlichungen in Kolumbien über Hell Attacks Productions. 2011 schlossen sich weitere Wiederveröffentlichungen an: Nightmares of the Dead kam bei Metal Squad Records in Argentinien heraus, in den USA erschien die EP mit drei Coversongs als Bonus bei Hells Headbangers Records. 2012 folgte die Vertragsunterzeichnung bei Hells Headbangers Records für einen Zeitraum von sieben Jahren. Daraufhin erschien noch im selben Jahr bei diesem Label das Album Vengeance Is My Name in den USA, die Veröffentlichung in Kolumbien erfolgte allerdings bei Dirty Sound Records. Bereits kurze Zeit später wurde das Album bei Old Goat Corpse Productions in Malaysia neu aufgelegt. Zum zwanzigjährigen Bestehen wurde die EP Dark Millenium über Dirty Sound Records in Kolumbien herausgebracht. In Deutschland erschien der Tonträger bei Dying Victims Productions. 2014 wurde No Anesthesia nachträglich zum zwanzigjährigen Jubiläum der Band als Deluxe-Box bei Hell Attacks Productions wiederveröffentlicht. Zudem erschien im selben Jahr über Hells Headbangers Records in den USA eine Split-Veröffentlichung mit NunSlaughter. Im folgenden Jahr veröffentlichte Witchtrap bei Dirty Sound Records das vierte Album, das Trap the Witch betitelt wurde.
Außer den eigenen Veröffentlichungen beteiligte sich Witchtrap auch an verschiedenen Tributealben, so an Reunation für Running Wild (2009), Masacrando El Imperio Del Terror für Masacre (2011) und  Summoning the Hounds of Hell für Venom (2015). Auf den Samplern To Meet the Storm (1998), Ataque Demoniaco Vol. 1 (2004) und 30 Years of War, Fight Sweat and Blood (2013) ist die Band ebenfalls vertreten.

## Stil
Laut der Facebook-Präsenz handelte es sich bei der Band anfangs noch um eine Death-Metal-Band, ehe man sich nach der Namensänderung dem Thrash Metal zuwandte. Im Interview mit metalcorefanzine.com gab Hugo Alberto Uribe Muñoz an, dass er damals, Anfang 1987, durch eine Hausarbeit über die Geschichte des Rock zum Metal gekommen ist. Seine ersten Alben seien Kill ’Em All von Metallica und Slayers Hell Awaits gewesen. Die Gruppe selbst sei stark durch die New Wave of British Heavy Metal, deutschen Power- und Heavy-Metal der frühen 1980er Jahre, US-Heavy-Metal der frühen 1980er Jahre sowie Hard Rock der 1970er Jahre beeinflusst worden.
Jamie Cansdale von metal-observer.com befand, dass auf Sorceress Bitch durch Black Metal beeinflusster, schnell gespielter Thrash Metal im deutschen Stil enthalten ist. Nur gelegentlich nehme die Band die Geschwindigkeit etwas heraus oder werde etwas „funky“. Insgesamt sei die Musik roh und aggressiv und zudem ein wichtiger Meilenstein des südamerikanischen Metals ähnlich wie Dios ha Muerto von Acutor. nocturnalcult.com gab an, dass No Anesthesia schmutzigen und schlampig gespielten Thrash Metal enthält, wobei man sich aus dem Ideenfundus von Gruppen wie Venom, Destruction, Slayer, Motörhead, anderen frühen Thrash-Metal-Bands sowie Gruppen der New Wave of British Heavy Metal bediene. Der Gesang rufe Erinnerungen an jenen von Marcel „Schmier“ Schirmer von Destruction wach. Wolf-Rüdiger Mühlmann vom Rock Hard schrieb in seiner Rezension zu Vengeance Is My Name, dass hierauf Thrash Metal im klassischen Stil zu hören ist und vor allem an frühe Destruction, frühe Kreator und Darkness denken lasse. Mühlmann fühlte sich bei dem Gesang ebenfalls an Schirmer erinnert. Der Klang der Lieder „schwankt zwischen Rasierapparat und besserer Demoproduktion“. Björn Backes von Powermetal.de ordnete die Band in seiner Rezension zu Trap the Witch ebenfalls dem klassischen Thrash Metal zu. Backes meinte zu dem Vergleich des Labels, welches die Musik als Mischung aus dem Razor-Album Evil Invaders und Endless Pain von Kreator bezeichnete, dass die Gruppe vor allem in den langsameren Passagen Razor ähnele, sonst der Kreator-Vergleich sinnvoller sei. Der Gesang sei ähnlich dem eines jungen Mille Petrozza.

## Diskografie
- 1997: The First Necromancy (Demo, Eigenveröffentlichung)
- 1998: Turn in Your Graves (Demo, Eigenveröffentlichung)
- 2000: Witching Metal (EP, Malignant Productions)
- 2002: Sorceress Bitch (Album, Hell Attacks Productions)
- 2005: The First Necromancy & Turn in Your Graves (Kompilation, Obliteration Records)
- 2006: Thrash Metal Blitzkrieg Vol. II (Split mit Death Thrashers Kuopio, Bloodthirst und Hangman, Iron Bonehead Productions/Deathstrike Records)
- 2006: No Anesthesia (Album, Dirty Sound Records)
- 2007: Nightmares of the Dead (EP, Dirty Sound Records)
- 2008: United in Annihilation (Split mit Warfist und Acral Necrosis, Ground Zero Entertainment)
- 2009: Holocaust (Split mit Revenge, Alucard Records)
- 2012: Vengeance Is My Name (Album, Dirty Sound Records)
- 2013: Dark Millennium (EP, Dirty Sound Records)
- 2014: Nunslaughter / Witchtrap (Split mit NunSlaughter, Hells Headbangers Records)
- 2015: Trap the Witch (Album, Dirty Sound Records)